# تهتهه شمسه، چتهه
تهتهه شمسه (به انگلیسی: Thatha Shamsa) یک روستا در پاکستان است که در پنجاب واقع شده‌است.